# Óföldeák
Óföldeák ist eine ungarische Gemeinde im Kreis Makó im Komitat Csongrád-Csanád. Bis 1950 gehörte Óföldeák zu Földeák und ist seitdem eine eigenständige Gemeinde.

## Geografische Lage
Óföldeák liegt 23 Kilometer nordöstlich des Zentrums des Komitatssitzes Szeged und 5,5 Kilometer nordwestlich
der Kreisstadt Makó. Nachbargemeinden sind Földeák, Maroslele und Hódmezővásárhely.

## Geschichte
Im Jahr 1907 gab es in der damaligen Großgemeinde Földeák 987 Häuser und 4703 Einwohner auf einer Fläche von 12.465 Katastraljochen. Sie gehörte zu dieser Zeit zum Komitat Csanád.

## Söhne und Töchter der Gemeinde
- János Erdei (1919–1997), Boxer

## Sehenswürdigkeiten
- Aranka-Návay-Gedenksäule (Návay Aranka-emlékoszlop)
- Kruzifix (Szűcs-kereszt), erschaffen 1924
- Römisch-katholische Wehrkirche Szűz Mária Keresztények Segítség, erbaut um 1290
  - Die farbigen Glasfenster der Kirche stammen ursprünglich aus dem Jahr 1924 und wurden 1995 von András Szilágyi rekonstruiert
- Wandskulptur aus Keramik, erschaffen 1974 von Margit Gerle

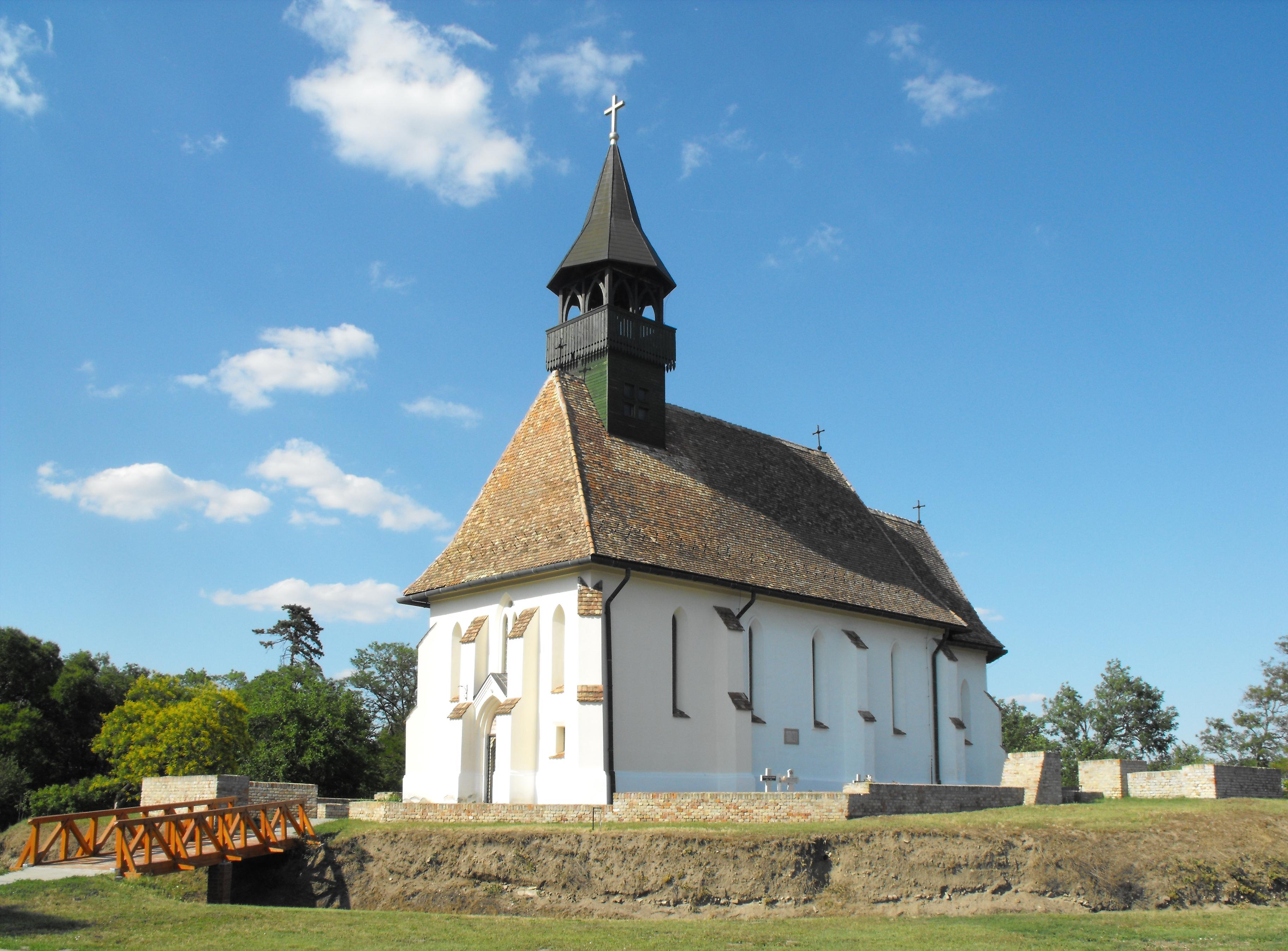
Römisch-katholische Wehrkirche Szűz Mária Keresztények Segítség
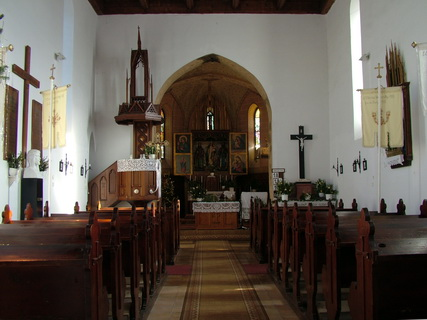
Innenraum der Wehrkirche

## Verkehr
Durch Óföldeák verläuft die Landstraße Nr. 4416. Es bestehen Busverbindungen über Földeák nach Hódmezővásárhely, über Maroslele nach Szeged sowie nach Makó, wo sich der nächstgelegene Bahnhof befindet.